# 星系团
星系团（Galaxy clusters、Cluster of galaxies）是由星系组成的自引力束缚体系，通常尺度在数百万秒差距或數百萬光年，包含了数百到数千个星系。包含了少量星系的星系集团叫做星系群。银河系所在的星系群叫做本星系群，成员星系大约为50个。距离本星系群较近的一个星系团是室女座星系团，包含了超过2500个星系
许多星系团是明亮的X射线源，其中X射线辐射是由强引力势阱束缚住的高温气体发出的。星系团的气体质量可达发光星系总质量的3-5倍。研究星系团中物质的分布能够为暗物质的存在提供证据。
不同星系团中，各种类型的星系所占的比例很不一样。研究发现，椭圆星系的比例与星系团的形态密切相关，如果一个星系团中椭圆星系所占的比例很大，那么这个星系团的形状倾向于规则和对称，如果椭圆星系所占的比例很小，星系团一般显示出不规则的形状。